# Lunt-Fontanne Theatre
Il Lunt-Fontanne Theatre, precedentemente chiamato Globe Theatre, è un teatro di Broadway sito nel quartiere di Midtown Manhattan a New York.

## Storia
Progettato dagli architetti John Merven Carrère e Thomas S. Hastings, il teatro aprì al pubblico il 10 gennaio 1910 con il nome di Globe Theatre, in onore del teatro di Shakespeare. Il teatro si affermò con un repertorio spiccatamente drammatico, che annoverava anche due diversi allestimenti de La signora delle camelie, ma a partire dagli anni venti il Globe Theatre cominciò a portare in scena quasi esclusivamente commedie musicali. Negli anni trenta il teatro fu convertito in un cinema e lo rimase fino al 1958. Per svolgere questa nuova funzione, il teatro fu ristrutturato e la seconda galleria fu rimossa. Nel 1958 il Globe tornò alla sua funzione originale e fu ribattezzato Lunt-Fontanne Theatre in onore della coppia di istrioni Alfred Lunt e Lynn Fontanne, che inaugurarono il teatro ricoprendo i ruoli principali ne La visita della vecchia signora di Friedrich Dürrenmatt.
Da allora il teatro ha ospitato numerosi successi, a partire dalla prima del musical The Sound of Music nel 1959. Successivamente, altri musical ed opere teatrali sono stati messi in cartellone al Lunt-Fontanne e tra loro anche Hello, Dolly! (1978), Peter Pan (1980), Vite in privato (1983), The Wiz (1984) e Titanic (1997). Dal 1999 al 2007 il teatro ha ospitato il musical della Disney La bella e la bestia, a cui seguì un altro show della casa cinematografica californiana, La sirenetta, portato in scena nel 2007 con Sierra Boggess e Norm Lewis.
Nel corso dei decenni numerose star del cinema, del teatro e della musica hanno calcato i palchi del Lunt-Fontanne Theatre e tra loro anche Frankie Valli, Marlene Dietrich, Elizabeth Taylor, Richard Burton, Carol Channing, Matthew Morrison, Mel Brooks, Barry Manilow, Brooke Shields, Kristin Chenoweth e Toni Braxton.